# Jon Harris
Pour les articles homonymes, voir Harris.
Jon Harris (né le 11 juillet 1967 à Sheffield en Angleterre) est un monteur et réalisateur britannique.

## Biographie
Il a commencé à travailler dans le cinéma comme monteur-assistant et a monté son premier film important en 2000 : Snatch : Tu braques ou tu raques. Il a depuis notamment assuré le montage de Layer Cake (2004), The Descent (2005), Stardust, le mystère de l'étoile (2007), Eden Lake (2008), Kick-Ass (2010) et 127 heures (2010), pour lequel il a été nommé à l'Oscar du meilleur montage. En 2009, il a fait ses débuts à la réalisation avec  The Descent 2. 

## Filmographie

### Réalisateur
- 2009 : The Descent 2

### Monteur
- 1998 : Holiday Romance (court métrage) de J. J. Keith
- 2000 : The Second Death (court métrage) de John Michael McDonagh
- 2000 : Snatch : Tu braques ou tu raques de Guy Ritchie
- 2002 : Ripley s'amuse de Liliana Cavani
- 2003 : Occasional, Strong (court métrage) de Steve Green
- 2003 : Attraction fatale de Matthew Parkhill
- 2004 : Calcium Kid de Alex De Rakoff
- 2004 : Layer Cake de Matthew Vaughn
- 2004 : Long Way Round (documentaire)
- 2004 : The Banker (court métrage) de Hattie Dalton
- 2005 : The Descent de Neil Marshall
- 2005 : Being Cyrus de Homi Adajania
- 2006 : Starter for 10 de Tom Vaughan
- 2007 : Stardust, le mystère de l'étoile de Matthew Vaughn
- 2008 : Eden Lake de James Watkins
- 2008 : The Pond (court métrage) de Sonja Phillips
- 2009 : The Descent 2 de Jon Harris
- 2010 : Kick-Ass de Matthew Vaughn
- 2010 : 127 heures de Danny Boyle
- 2012 : La Dame en noir de James Watkins
- 2013 : Trance de Danny Boyle
- 2015 : Steve Jobs de Danny Boyle
- 2017 : T2 Trainspotting de Danny Boyle
- 2019 : Yesterday de Danny Boyle
- 2021 : The King's Man : Première mission (The King's Man) de Matthew Vaughn

### Monteur Assistant
- 1995 : The Turnaround
- 1996 : Jimmy de Maria Giese
- 1996 : L'Agent Secret de Christopher Hampton

## Récompenses
Il a reçu le British Independent Film Awards du meilleur monteur pour The Descent.
Il a été nommé à l'Oscar du meilleur montage pour 127 heures.